# Marsilea strigosa
Marsilea strigosa is een varen uit de pilvarenfamilie (Marsileaceae). Het is een kleine moerasplant die vooral in tijdelijke poelen groeit.
De varen komt verspreid voor in het Middellandse Zeegebied, maar is over het algemeen zeldzaam.

## Naamgeving enetymologie
De botanische naam Marsilea is een eerbetoon aan Luigi Fernando Marsigli (1656-1730), een Italiaanse botanicus. De soortaanduiding strigosa is afgeleid van het Latijnse 'strigosus' (fijn, rank).

## Kenmerken
Marsilea strigosa is een kleine semi-aquatische varen. De plant bezit een dun, kruipend, dicht behaard rizoom die wortelt op de knopen. De dunne bladsteel is onbehaard en tot 10 cm lang en draagt een drijvend, viertallig samengesteld blaadje, tot 25 mm lang en ongeveer even breed, versmald aan de basis, onregelmatig getand of gekarteld aan de top en volledig onbehaard. Bij droogte ontstaan stevige, rechtopstaande bladstelen met behaarde blaadjes. De bladnerven zijn dichotoom vertakt maar dikwijls aan de tip met elkaar verbonden.
De sporenhoopjes zitten in behaarde, bolvormige sporocarpen die in twee rijen, zonder steeltjes, direct op het rizoom zijn ingeplant, in tegenstelling tot alle andere Marsilea die gesteelde sporocarpen bezitten.

## Habitat, verspreiding en voorkomen
M. strigosa groeit vooral in voedselarme, tijdelijke poelen en plassen.
De plant komt verspreid voor in het Middellandse Zeegebied, van Spanje tot Egypte, met een uitloper tot aan de Kaspische Zee. Hij komt slechts heel lokaal voor en is zeldzaam in het hele gebied.